# Bunaeopsis callichroma
Bunaeopsis callichroma är en fjärilsart som beskrevs av Le Cerf 1918. Bunaeopsis callichroma ingår i släktet Bunaeopsis och familjen påfågelsspinnare. Inga underarter finns listade i Catalogue of Life.